# 평창 상원사 목조문수동자좌상
상원사 목조문수동자좌상(上院寺木造文殊童子坐象)은 대한민국 강원특별자치도 평창군 진부면, 상원사에 있는 불상이다. 1984년 10월 15일 대한민국의 국보 제221호로 지정되었다.
조선 세조 12년(1466년)에 조성되었다. 조각수법이 우수할 뿐만 아니라, 고려시대의 불상에서 조선시대로 넘어가는 불상 조성 양식을 살필 수 있는 자료이다. 수인은 미타수인 등에서 볼 수 있는 구품인을 나타내고 있으며 결가부좌 대신 반가부좌를 하고 있다. 복장유물은 월정사에 있다.

## 개요
강원특별자치도 평창군 오대산에 있는 상원사는 신라 성덕왕 4년(705)에 보천과 효명의 두 왕자가 창건한 진여원(眞如院)이라는 절에서 시작된 사찰로, 조선 세조가 이곳에서 문수동자를 만나 질병을 치료했다는 전설이 내려온다. 이와 같이 상원사는 문수신앙과 밀접한 관계가 있는 절로, 상원사의 문수동자상은 예배의 대상으로서 만들어진 국내 유일의 동자상이라는 점에서 주목할 만하다.
고개는 약간 숙인 상태이며 신체는 균형이 잡혀 있다. 머리는 양쪽으로 묶어 올린 동자머리를 하고 있으며, 얼굴은 볼을 도톰하게 하여 어린아이같은 천진스러움을 잘 나타내주고 있다. 넓은 어깨에는 왼쪽에서 오른쪽 겨드랑이로 가로질러 옷자락이 표현되어 있고, 가슴에는 구슬장식이 늘어져 있다. 옷주름은 신체의 윤곽에 따라 부드럽고 자연스럽게 표현되었다. 오른손은 어깨 높이로 들어 엄지 손가락과 가운데 손가락을 맞대고 있고, 왼손은 엄지손가락과 약지 손가락을 거의 맞닿을 듯 섬세하게 표현하였다. 왼쪽 다리를 안으로 접고 오른쪽 다리를 밖으로 둔 편한 자세로 앉아 있는데, 대좌(臺座)는 마련되지 않았다.
최근에 이 동자상 안에서 발견된 유물에 '조선 세조의 둘째 딸 의숙공주 부부가 세조 12년(1466)에 이 문수동자상을 만들어 모셨다'는 내용이 적혀 있어, 작품이 만들어진 시대와 유래가 확실하다는 점에서 조선 전기 불상 연구에 귀중한 자료가 된다.

## 복장유물
목조문수동자상(국보 제221호)에서 1984년 7월 불상의 유래를 밝힐 수 있는 2개의 발원문(發願文)과 조선 전기의 복식, 전적류 등 23점의 복장유물이 발견되었다. 1984년 10월 15일 대한민국의 보물 제793호로 지정되었다.

## 전해오는 이야기
세조는 피부에 고름이 생기다가 문둥병으로 이어졌다. 전설에 의하면 단종의 모친인 현덕왕후의 원혼이 세조의 꿈에 나타나 내 아들을 죽인 원수라며 침을 뱉은 이후로 병증이 심해졌다 한다.
어의들도 치료를 못하자 그는 그 치료를 위해 온천욕을 즐겨 다녔으며, 아산의 온양온천 등에 행궁하기도 했다. 한번은 오대산 상원사 문수보살상 앞에서 100일 기도를 했다. 기도를 마치고 몸이 가려워 혼자 목욕을 하는데, 지나가는 동자승이 있어서 등을 밀어달라고 했다. 그리고 "네가 나가서 행여나 사람을 만나더라도 상감 옥체에 손을 대고 흉한 종기를 씻어드렸다는 얘기를 해서는 안 된다"고 하였더니 동자승이 미소를 지으며 "잘 알겠습니다. 상감께서도 후일에 누구를 보시던지 오대산에 가서 문수동자를 친견했다는 말씀을 하지 마시기를 부탁드립니다"하는 말과 함께 홀연히 사라져 버렸다. 현재 오대산 상원사 문수전에는 세조가 보았다는 목조 문수동자상이 있다.

## 같이 보기
- 상원사

## 참고 자료
- 평창 상원사 목조문수동자좌상 - 국가유산청 국가유산포털